# Bäckerhaus (Augsburg)

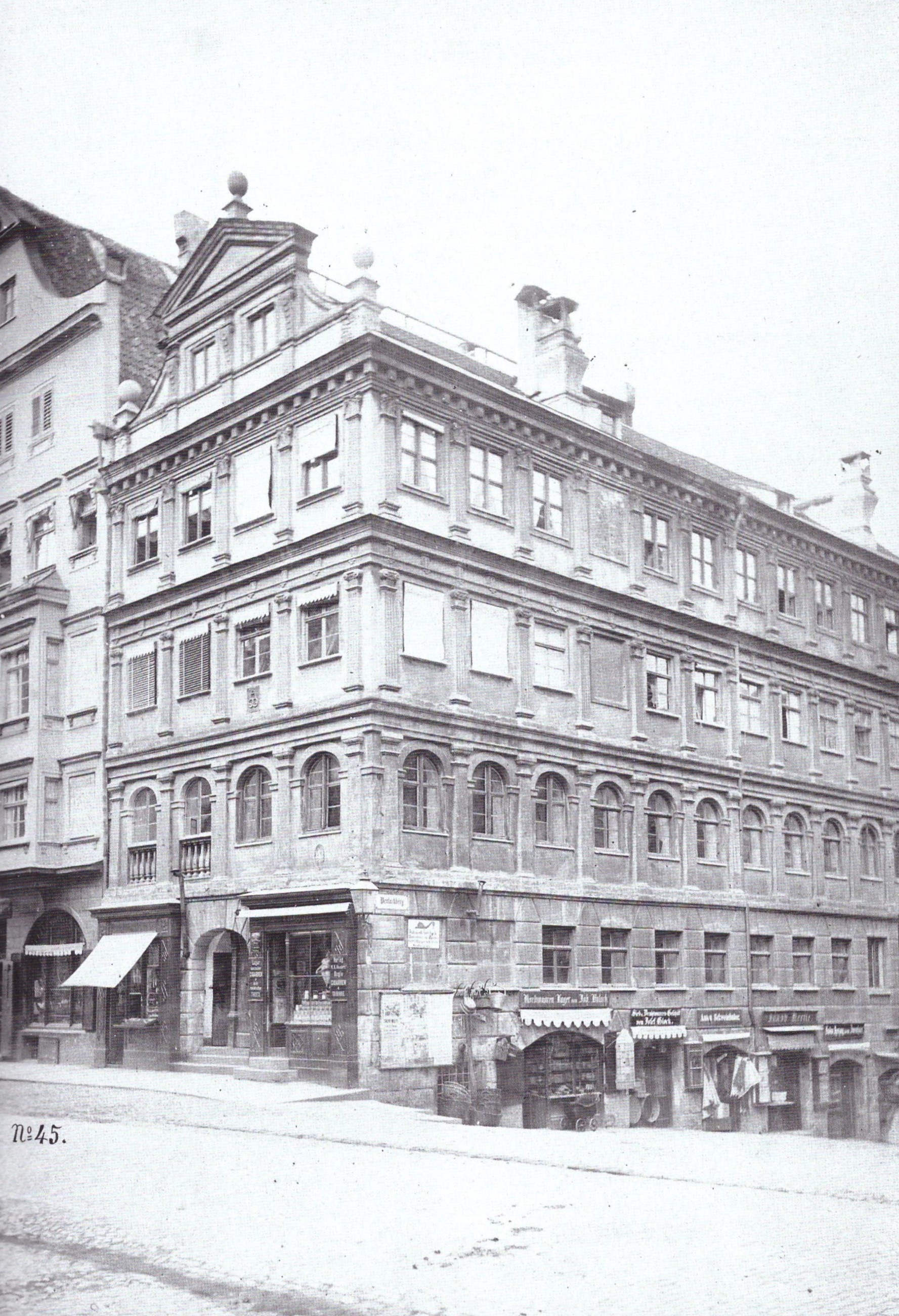
Bäckerhaus Augsburg, um 1870

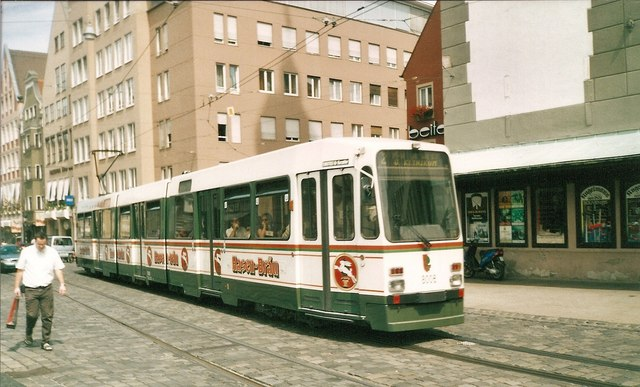
Nachfolgebau in der Bild-Mitte

Das Bäckerhaus (ehemals auch Beckenhaus genannt) war ein ehemaliges Zunfthaus in Augsburg, das 1602 nach Plänen Elias Holls an der Straßenecke Perlachberg / Karolinenstraße errichtet wurde. Nach der Zerstörung im Zweiten Weltkrieg wurde die Ruine für eine Straßenverbreiterung abgebrochen und 1950/51 durch ein modernes Geschäftshaus ersetzt.

## Geschichte
Nach einer Feuersbrunst von 1398, die eine ganze Häuserreihe von St. Peter bis zum Barfüßerkloster zerstörte, ließ der Magistrat am Perlachberg ein Bäckerzunfthaus errichten. Nach dem Abbruch des Vorgängerbaues 1602 beauftragte der Rat der Stadt Elias Holl mit einem Neubau. Das schmale fünfgeschossige Gebäude, in den drei oberen Stockwerken mit Pilastern gegliedert, orientierte sich an italienischen Vorbildern. Dabei fand zum ersten Mal in Augsburg die klassische Säulenordnung Verwendung. Das Anwesen, das Brotläden, Zunftstuben und Wohnungen beherbergte, war von 1650 bis 1863 im Besitz des Augsburger Bäckerinnung. Die Bäcker versammelten sich jährlich einige Male dort, um Innungsangelegenheiten zu besprechen. Zuletzt war das Haus in Privatbesitz.
Bei den Luftangriffen auf Augsburg in der Nacht vom 25. auf den 26. Februar 1944 brannte das Gebäude vollständig aus. Ein vom Stadtbauamt ausgearbeiteter Entwurf zu einem Wiederaufbau wurde vom damaligen Stadtbaurat abgelehnt. Um eine Straßenverbreiterung am Perlachberg zu erreichen, wurde die Ruine Ende der 1940er Jahre abgebrochen und 1950/51 durch ein modernes, im Grundriss schmäleres Geschäftshaus mit Hoch-Café ersetzt. Statt der einstigen fünf Stockwerke des Bäckerhauses erhielt der Nachfolgerbau sieben Stockwerke.